# 散失電影

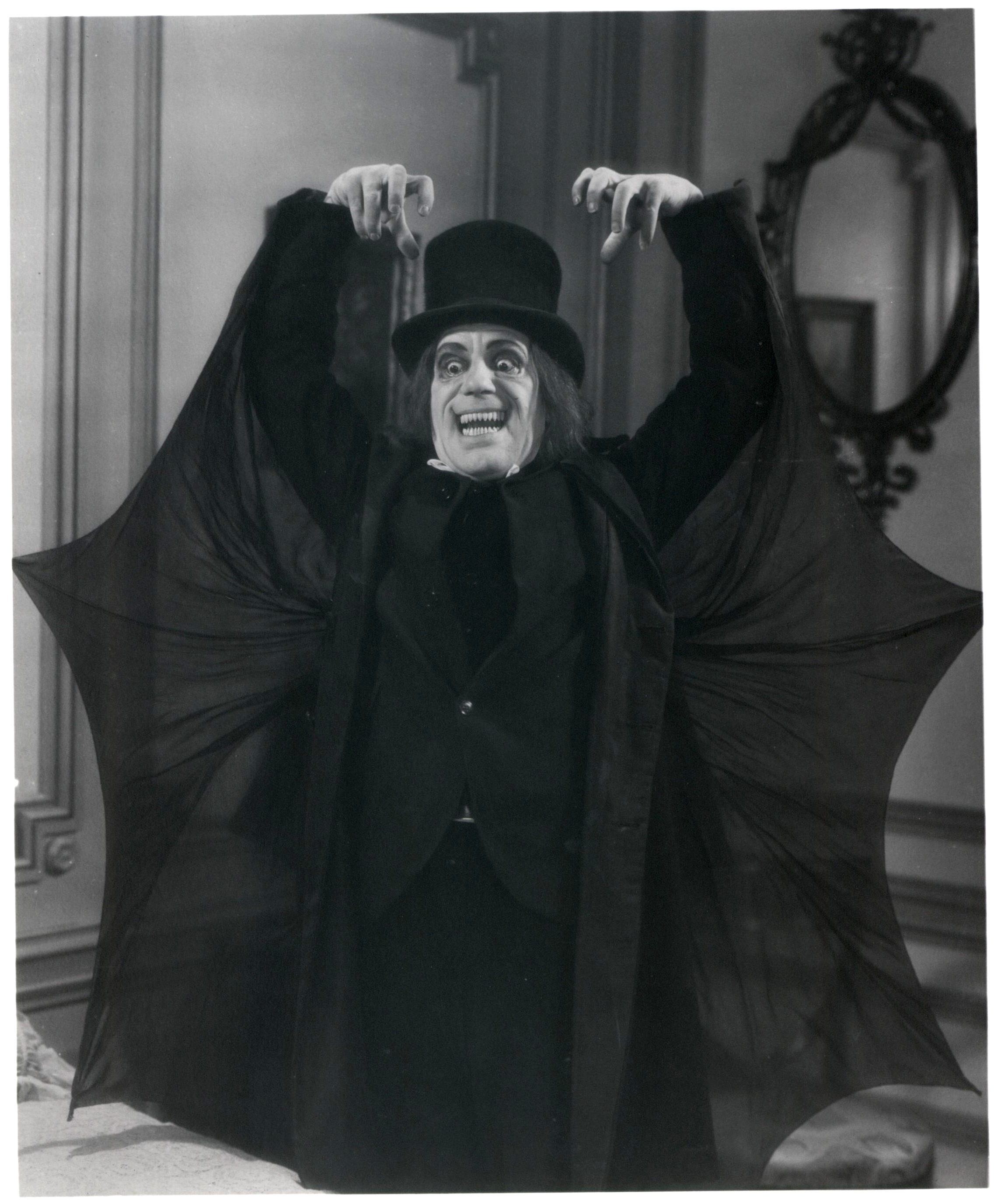
失传电影《午夜后的伦敦》，导演朗·钱尼，最后一份拷贝在1965年米高梅保险库火灾烧毁，只剩下一组剧照保存下来

散失電影，指在任何工作室的档案、私人收藏或公共档案都没有保存的电影。由于多种原因，电影可能全部或部分失传。早期廣泛用於電影的硝化纖維膠捲易分解且極易燃燒。此外，早期的电影在影院上映完畢後即被認為不再有保存的价值，因此许多电影被废弃而失传。

## 简介
在20世纪，美国版权法要求每一部美国电影在版权登记的时间内至少拷贝一份存放在美国国会图书馆，但是没有要求国会图书馆要保留这些备份。美国无声电影中已丢失的电影比保留的电影要多，1927年至1950年美国有声电影可能有一半已经丢失。散失電影也可以指删除场景、未经编辑、替代版本的录像仍存在，但原有的部分已经遗失的电影。有些电影的备份被重新发现但是部分没有修复的电影被称为部分散失電影。如1922年版的《夏洛克·福爾摩斯》被重新发现，但有些镜头仍然遗失。
美国国会图书馆电影历史学家和档案管理员大卫·皮尔斯（David Pierce）的一份报告估计：
- 大约75%的原创的默片时代电影已经失传；
- 在主要制片厂发行的10,919部默片中，只有14%以原始35毫米或其他格式存在；
- 11%的影片只能以完整的外国版本或图像质量较差的电影格式保存下来。[3][4]